# Volta al Caucas
La Volta al Caucas (Tour of Kavkaz) és una competició ciclista russa per etapes que es disputa als voltants de la regió del Caucas. La primera edició data del 2014, ja formant part del calendari de l'UCI Europa Tour.

## Palmarès
| Any  | Vencedor         | Segon         | Tercer          |
| ---- | ---------------- | ------------- | --------------- |
| 2014 | Serguei Firsànov | Sergei Belykh | Kirill Sinitsyn |